# Асихара-но Накацукуни
Асихара-но Накацукуни (яп. 葦原中国, «тростниковая  равнина - срединная страна») — в японской мифологии земля людей, в отличие от Такамагахары (Небеса) — обиталища богов. В древности этот термин стал ещё одним словом, обозначающим Японию в целом. Этот термин можно использовать взаимозаменяемо с Тоёасихара но Накацукуни (豊葦原中国). Между историками существует большой спор о том, где именно в Японии первоначально начал употребляться данный термин. Впервые встречается в мифе о бегстве Идзанаги из подземного царства (см. Ёми-но куни).
Значение слова нака (середина) в слове накацукуни основано на мировоззрении древних народов Японии, где накацукуни указывает на реальный мир или страну между Такамагахарой на небесах и Ёми-но куни в преисподней.